# جين وايلدر
جين وايلدر (بالإنجليزية: Gene Wilder)‏ء (11 يونيو 1933 في ويسكنسن - 29 أغسطس 2016)، ممثل أمريكي، وله عدد من الأعمال الكوميدية الرائدة في مجال السينما والمسرح. كما عمل أيضا بمجالي كتابة السيناريو والإنتاج وله العديد من المؤلفات.

## الأعمال
- بوني وكلايد
- المنتجون
- ويلي ونكا ومصنع الشيكولاتة
- فرانكشتاين الصغير
- المرأة ذات الأحمر
- ويل وغريس
- الأم شجاعة وأبناؤها

## وصلات خارجية
- جين وايلدر على موقع IMDb (الإنجليزية)
- جين وايلدر على موقع الموسوعة البريطانية (الإنجليزية)
- جين وايلدر على موقع روتن توميتوز (الإنجليزية)
- جين وايلدر على موقع مونزينجر (الألمانية)
- جين وايلدر على موقع ألو سيني (الفرنسية)
- جين وايلدر على موقع ميوزك برينز (الإنجليزية)
- جين وايلدر على موقع تيرنر كلاسيك موفيز (الإنجليزية)
- جين وايلدر على موقع أول موفي (الإنجليزية)
- جين وايلدر على موقع بوكس أوفيس موجو (الإنجليزية)
- جين وايلدر على موقع قاعدة بيانات برودواي على الإنترنت (الإنجليزية)

- فيلم مدته 4 دقائق عن حياته